# Soortelijke geleidbaarheid
Soortelijke geleidbaarheid (σ of κ) of conductiviteit is de materiaaleigenschap van een elektrische component om elektrische stroom te geleiden. De waarde van elektrische geleidbaarheid van een component wordt uitgedrukt in siemens per meter.
De elektrische geleidbaarheid is de reciproque waarde (oftewel "één gedeeld door...") van de soortelijke weerstand (resistiviteit) van het materiaal:
{\displaystyle \sigma ={\frac {1}{\rho }}}
De elektrische geleidbaarheid is afhankelijk van de elektrische ruimteladingsdichtheid en de elektrische beweeglijkheid van de ladingdragers en is temperatuurafhankelijk volgens:
{\displaystyle \sigma =\sigma _{0}e^{-\alpha T}}
met daarin:
{\displaystyle \sigma } de soortelijke geleidbaarheid in siemens per meter
{\displaystyle \sigma _{0}} de soortelijke geleidbaarheid van het materiaal bij het absolute nulpunt
{\displaystyle \alpha } de temperatuurcoëfficiënt van het materiaal, uitgedrukt in kelvin−1 (K −1)
{\displaystyle T} de absolute temperatuur in kelvin
De elektrische geleidbaarheid of conductantie ({\displaystyle G}) van een component kan aan de hand van de soortelijke geleidbaarheid berekend worden met behulp van de Wet van Pouillet.